# Tashkent Open 1997
Il Tashkent Open 1997 è stato un torneo di tennis giocato sul cemento. È stata la 1ª edizione del Tashkent Open, che fa parte della categoria World Series nell'ambito dell'ATP Tour 1997. Si è giocato a Tashkent in Uzbekistan, dall'8 settembre al 15 settembre 1997.

## Campioni

### Singolare
Tim Henman ha battuto in finale  Marc Rosset con il punteggio di 7–6(4), 6–4.

### Doppio
Vincenzo Santopadre /  Vincent Spadea hanno battuto in finale  Hicham Arazi /  Eyal Ran con il punteggio di 6–4, 6–7, 6–0.